# Waldsassen
Waldsassen là một thị xã ở huyện Tirschenreuth gần biên giới với Cộng hòa Séc ở Upper Palatinate, Bayern.

## Sources
1. ↑   Genesis Online-Datenbank des Bayerischen Landesamtes für Statistik Tabelle 12411-001 Fortschreibung des Bevölkerungsstandes: Gemeinden, Stichtage (letzten 6) (Einwohnerzahlen auf Grundlage des Zensus 2011) (Hilfe dazu).